# Anders Brill
Anders Brill Gilberg (30. maj 1947 i Ebeltoft − 22. oktober 2009) var en dansk trommeslager, især kendt som medlem af Århus-gruppen Kliché. 
Voksede op i Ebeltoft, og kom med i den lokale gruppe The Saints omkring 1965. Gruppen skiftede senere navn til Burst Appendix og var aktiv til 1968.
Efter Klichés opløsning fortsatte han sammen med to af de øvrige gruppemedlemmer i gruppen Voss Torp Brill, der udgav et enkelt album Dobbeltplus i 1984. Albummet var en såkaldt audio, en høremusical, der ikke blev den store succes med trioen selv. Det gik bedre, da sangene blev genindspillet med Nanna, Steffen Brandt og Peter Belli. Snart lagde Brill dog sin musikalske karriere på hylden og blev i stedet uddannet journalist. Ved sin død var han ansat ved JydskeVestkysten.

## Eksterne links
Saints på dr-rock.dk